# Dikasterij za duhovščino
Dikasterij za duhovščino (latinsko Dicasterium pro Clericis) je dikasterij Rimske kurije, ustanovljen z apostolsko konstitucijo papeža Frančiška Praedicate Evangelium, objavljeno 19. marca 2022. Ta je stopila v veljavo 5. junija 2022 na binkošti. Dikasterij je nadomestil poprejšnjo Kongregacijo za duhovščino.

## Organiziranost
Dikasterij je razdeljen na štiri enote:
- Duhovniški urad sprejema, predlaga in pospešuje pobude za svetost ter intelektualno in pastoralno nadaljnje usposabljanje duhovščine (škofijskih duhovnikov in diakonov) ter za njihovo trajno formacijo; bdi nad stolnimi kapitlji, pastoralnimi sveti, župnijskimi duhovniki in sploh nad vsemi duhovniki v zvezi z njihovo pastoralno službo itd., oratoriji, cerkvami, svetišči, cerkvenimi arhivi in knjižnicami. Spodbuja tudi ustreznejšo porazdelitev duhovščine po vsem svetu.

- Semeniški urad z motuproprijem z dne 16. januarja 2013 je papež Benedikt XVI. Kongregaciji za duhovščino zaupal pristojnosti nad vsemi semenišči, razen nad tistimi, ki so bila odvisna od Kongregacije za vzhodne Cerkve ali Kongregacije za evangelizacijo narodov. Na dikasterij za duhovništvo je bila prenesena tudi skrb za duhovne poklice (ustanovljeno z motuproprijem  Pija XII. Cum nobis z dne 4. novembra 1941), katerega delo je dobilo večjo spodbudo s koncilskim dekretom Optatam Totius, n. 2 (28. oktober 1965).

- Upravni urad je pristojen za hrambo in upravljanje začasnih cerkvenih dobrin, ki pripadajo javnim pravnim osebam; nadalje ugodi prošnjam za odobritev zadev, ki jih urejata kanona 1292 in 1295, ter odobritev plačila in oprostitve davkov; končno, nadzoruje tisto, kar zadeva plačilo ustrezne odškodnine in skrbi za socialno varnost duhovščine (invalidnost, starost in zdravstvena oskrba) itd.

- Urad za izdajanje je bil ustanovljen s pismom z dne 28. decembra 2007 (prot. št. 64.730/P) in je pristojen, da v skladu z zakonskimi normami obravnava odveze od obveznosti, prevzetih s posvetitvijo med diakone ali med duhovnike, ter odveze duhovnikov iz latinske in pravoslavnih cerkva.

K dikasteriju za duhovščino je bil pripojen stari Studio Pio, ki ga je 29. oktobra 1919 uradno ustanovil papež Benedikt XV., da bi mladim duhovnikom pomagal izboljšati svoje veščine pri običajnem in rednem opravljanju cerkvenih zadev in zlasti pri uporabi cerkvenega prava v upravnih zadevah.
Od študijskega leta 1994–1995 in po izidu posinodalne apostolske spodbude papeža Janeza Pavla II., Pastores dabo vobis je bil v okviru Direktorija za službo in življenje duhovnikov priključen tudi Inštitut »Sacrum Ministerium«, katerega namen je poskrbeti za vzgojo odgovornih za stalno vzgojo duhovnikov.
Istega leta je dvakrat letno pričela izhajati revija Sacarum Ministerium, ki jo ureja dikasterij. Ta publikacija naj bi bila v pomoč ordinarijem, duhovnikom in vsakemu kleriku v formativnem obsegu pastoralne službe na širokem področju stalne formacije.

## Zgodovina
Kongregacijo Sacra Congregatio Cardinalium Concilii Tridentini interpretum je ustanovil papež Pij IV. 2. avgusta 1546, z apostolsko konstitucijo Alias Nos, da bi vodila pravilno razlago in praktično upoštevanje norm, ki jih je odobril Tridentinski koncil. 
Papež Gregor XIII je povečal njene naloge in Sikst V. ji je zaupal revizijo aktov provincialnih svetov in na splošno nalogo pospeševanja izvajanja reform, ki jih je uvedel Tridentinski koncil. Kasneje je naloga tolmačenja kanonov tridentinskega koncila prenehala in obsežna pristojnost je bila postopoma prenesena na druge kongregacije, ki so nastale v tem času.
V predhodno Kongregacijo za duhovništvo je Pavel VI z apostolsko konstitucijo Regimini Ecclesiae Universae 15. avgusta 1967 preimenoval dotedanjo »sveto kongregacijo Sveta«.

## Prefekti
- kardinal Lazzaro You Heung Sik (od 11. junija 2021)